# The Saxon Charm
The Saxon Charm (bra: Um Homem Irresistível) é um filme de drama noir estadunidense escrito e dirigido por Claude Binyon, baseado no romance de mesmo nome de Frederic Wakeman e estrelado por Robert Montgomery, Susan Hayward, John Payne e Audrey Totter.

## Elenco
- Robert Montgomery como Matt Saxon
- Susan Hayward como Janet Busch
- John Payne como Eric Busch
- Audrey Totter como Alma Wragge
- Harry Morgan como Hermy (como Harry Morgan)
- Harry von Zell como Zack Humber
- Cara Williams como Dolly Humber
- Chill Wills como Capitão Chatham
- Heather Angel como Vivian Saxon
- Ed Agresti como Convidado no Mexican Inn (sem créditos)
- Fay Baker como Sra. Noble (sem créditos)
- John Baragrey como Peter Stanhope (sem créditos)
- Barbara Billingsley como Sra. Maddox (sem créditos)
- Peter Brocco como Cyril Leatham (sem créditos)
- Kathleen Freeman como Enfermeira (sem créditos)